# Exbucklandia longipetala
Exbucklandia longipetala är en trollhasselart som beskrevs av Hung T. Chang. Exbucklandia longipetala ingår i släktet Exbucklandia och familjen trollhasselfamiljen. Inga underarter finns listade i Catalogue of Life.